# Єлшевець (Мокроног–Требелно)
Єлшевець (словен. Jelševec) — поселення в общині Мокроног-Требелно, регіон Південно-Східна Словенія, Словенія.